# Aeolisaccus
Aeolisaccus es un género de foraminífero bentónico de la familia Earlandiidae, de la superfamilia Earlandioidea, del suborden Fusulinina y del orden Fusulinida. Su especie tipo es Aeolisaccus dunningtoni. Su rango cronoestratigráfico abarca el Pérmico superior.

## Discusión
Algunas clasificaciones más recientes incluyen Aeolisaccus en el suborden Earlandiina, del orden Earlandiida, de la subclase Afusulinana y de la clase Fusulinata.

## Clasificación
Aeolisaccus incluye a las siguientes especies:
- Aeolisaccus amplimuralis †
- Aeolisaccus dunningtoni †
- Aeolisaccus gracilis †
- Aeolisaccus kotori †